# NHK佐世保支局

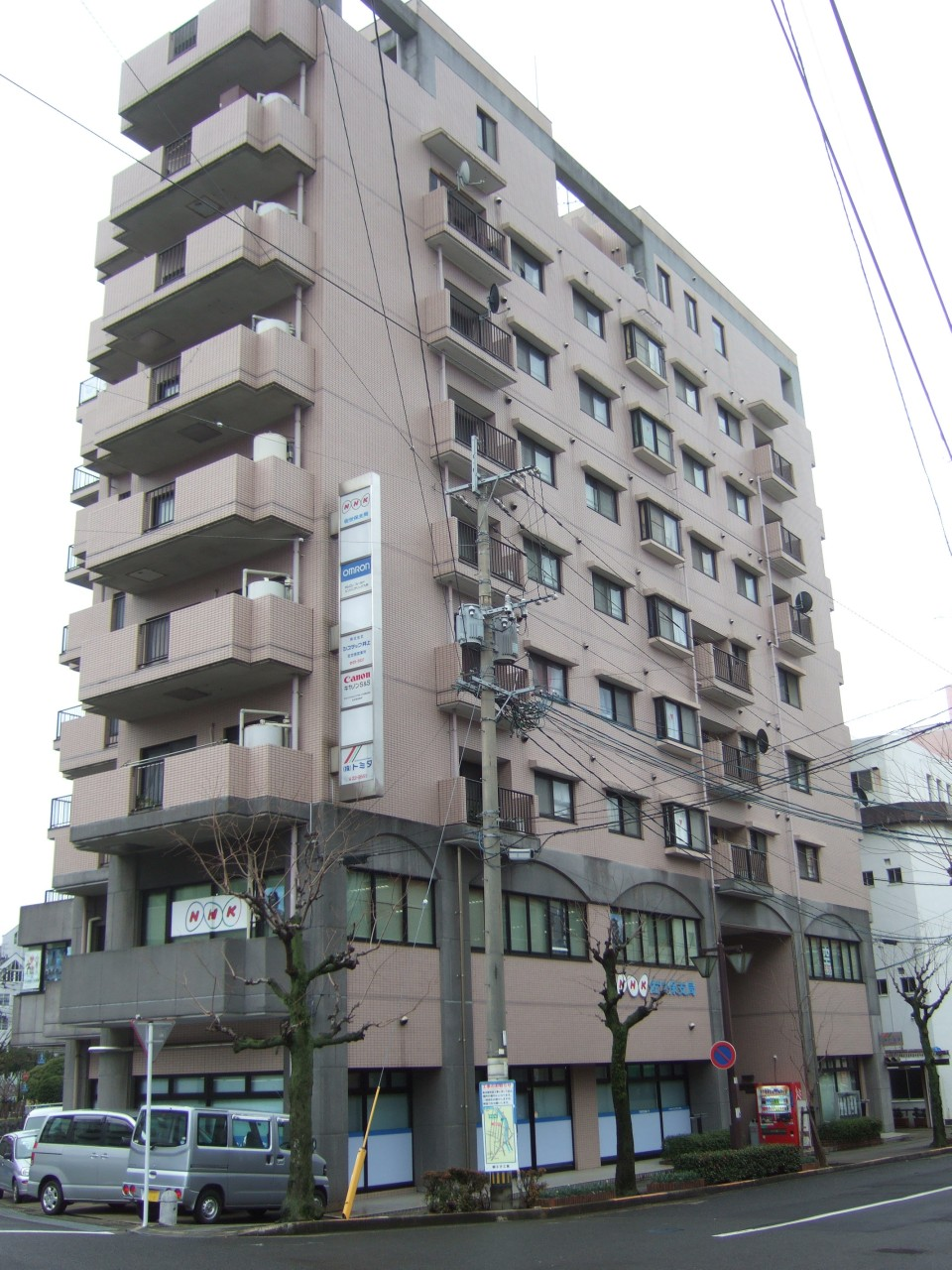
NHK佐世保支局の入居するビル（2010年2月）

NHK佐世保支局（エヌエイチケイさせぼしきょく）は、長崎県の北部を受け持つNHK長崎放送局の支局。受信料の収納業務などを行っている。かつては「NHK佐世保放送局」だった。

## 歴史
- 戦後間もない1946年（昭和21年）3月、「中継放送所」として佐世保市内に現在のラジオ第1放送が開局したことが最初とされている。
- その後「佐世保放送局」に昇格し、市内花園町にテレビ・ラジオのスタジオを備えた「日本放送協会佐世保放送会館」が建設された。一説には北九州局のように、長崎局発の県内向けローカル放送とは別に、佐世保局独自の放送を1970年代まで実施していたという。
- しかし1991年（平成3年）までに、地域放送局の再編に伴って佐世保放送局は「佐世保支局」に降格・縮小し、元町のテナントビルの一室に移転した。花園町の佐世保放送会館の建物は、屋上に設置されていた鉄塔およびアンテナ類や建物内の放送設備を撤去した上で佐世保市に譲渡され、1996年（平成8年）9月から市の施設「ふれあいセンター」として活用されていたが、2015年（平成27年）1月に老朽化のため閉館している[1]。

## 所在地
- 〒857-0059　佐世保市元町2-10 ル・モント・ジョリ元町201

## チャンネル・周波数・出力
- ラジオ第1放送　981kHz　（旧JOAT→JOAQ→現在は呼出符号なし）　1kW
- ラジオ第2放送　1512kHz　（旧JOAY→JOAZ→現在は呼出符号なし）　500W
- FM放送　86.0MHz　250W
- 総合テレビ　42ch　1kW
- Eテレ　40ch　1kW
  - 旧アナログ総合テレビ　8ch　（旧JOAT-TV→JOAQ-TV→呼出符号なし）　1kW
  - 旧アナログEテレ　2ch　（旧JOAY-TV→JOAZ-TV→呼出符号なし）　1kW

## 備考
- ラジオ第2放送と教育テレビに指定されていた呼出符号「JOAZ」は、1967年10月31日までは旭川放送局名寄ラジオ中継放送所のラジオ第2放送に指定されていた。呼出符号は1991年までに廃止され、以後は1988年に制度化された臨時目的放送局にNHKに未指定のものを指定するものとされ、複数のイベント放送局と臨時災害放送局に指定された。また、同じくラジオ第2放送と教育テレビに指定されていた呼出符号「JOAY」は、2018年4月1日から朝日放送テレビに「JOAY-DTV」として指定されている。
- 佐世保放送局時代に日高義樹、森本毅郎が赴任していたことがある。

## 参考資料
- 「20世紀放送史・下」日本放送協会編・発行、2001年刊